# Phytomyza anemonantheae
Phytomyza anemonantheae är en tvåvingeart som beskrevs av Spencer 1969. Phytomyza anemonantheae ingår i släktet Phytomyza och familjen minerarflugor.
Artens utbredningsområde är Tyskland. Inga underarter finns listade i Catalogue of Life.